# Arenarba destituta
Arenarba destituta is een vlinder uit de familie spinneruilen (Erebidae). De wetenschappelijke naam is voor het eerst geldig gepubliceerd in 1884 door Moore.
De soort komt voor in tropisch Afrika.